# Rossinyol cap-roig
El rossinyol cap-roig (Larvivora ruficeps; syn: Luscinia ruficeps) és una espècie d'ocell de la família dels muscicàpids (Muscicapidae). La seva distribució es retringeix a les províncies xineses de Sichuan i Shaanxi. També hi ha registres fora de l'època nidificant a Malàisia. El seu hàbitat natural són els boscos temperats i els matollars. El seu estat de conservació és en perill d'extinció.